# Palitchoke Ayanaputra
Palitchoke Ayanaputra (tiếng Thái: ผลิตโชค อายนบุตร, phiên âm: Ba-lít-chốc A-don-bút, sinh ngày 9 tháng 8 năm 1984) là một ca sĩ người Thái Lan.

## Sự nghiệp ca hát

### Album
| Album | Danh sách ca khúc |
| --- | --- |
| One Palitchoke * Format: Cassette, Compact disc, Digital download * Released: ngày 19 tháng 1 năm 2005 * Label: Maker Head; GMM Grammy | 1. *Rak kue Rak(รักคือรัก) 2. *Rue Kae Kum Kum(หรือแค่ขำขำ) 3. Son(ซน) 4. Jai Nung Kor Rug Eek Jai Kor Jeb(ใจหนึ่งก็รัก อีกใจก็เจ็บ) * 5. Ni Tan Hing hoi(นิทานหิ่งห้อย) * 6. Catch Me 7. Just Say Good Night 8. Sai Jai(ใส่ใจ) 9. Kon Ok Hag(คนอกหัก) 10. BANANA 11. Mai Me Krai Ru(ไม่มีใครรู้) *                               |
| I'm in Love * Format: Compact disc, Digital download * Released: ngày 14 tháng 5 năm 2007 * Label: Up^G; GMM Grammy                    | 1. All I Want Is You 2. In Love 3. Mod Jai(หมดใจ) 4. Yak Jer Ter Kuen Nee(อยากเจอเธอคืนนี้ (feat. Nara)) 5. Card Bai Nung(การ์ดใบหนึ่ง) * 6. Ter Kon Nee(เธอคนเดียว) 7. To Ha Kan Noi(โทรหากันหน่อย) 8. Jub La Tan Kam Wa Sia Jai(จูบลาแทนคำว่าเสียใจ) * 9. Sang Son(สั่งสอน) * 10. Ja Kid Tung Krai(จะคิดถึงใคร(Lonely)) * |
| Let's Move * Format: Compact disc, Digital download * Released: ngày 5 tháng 10 năm 2012 * Label: Humbrella; GMM Grammy                | 1. Sud Wi Sai(สุดวิสัย) 2. *San Ya Mai Pen San Ya(สัญญาไม่เป็นสัญญา) 3. Took Kon Laew(ถูกคนแล้ว) * 4. Don't Say Good Night 5. Mai Rak Ya Fuen(ไม่รัก.. อย่าฝืน) * 6. You've Got Me 7. Laew Tae Hua Jai Ter(แล้วแต่หัวใจเธอ) * 8. Let's Move 9. Kwam Lub(ความลับ) * 10. Pae Tua Aeng(แพ้ตัวเอง)                                 |
| THE BUTTERFLY * Format: Digital download, Box Set, Cassette, Vinyl * Released: October, 2019 * Label: White Music; GMM Grammy          | 1. LONELY NIGHT 2. NOBODY LIKE YOU (THAI) 3. นี่แหละความรัก THIS IS LOVE 4. FIRST LADY 5. ไม่อยากให้กลับ 6. I'M OK 7. โทษที่เอาแต่ใจ 8. FIRST LADY (Remix) 9. Nobody Like You 10. นี่แหละความรัก 702voice |
| A Little Thing * Format: Digital download * Released: ngày 29 tháng 5 năm 2020 * Label: White Music; GMM Grammy                        | 1. A little thing 2. ไม่ควรมีคนเดียว 3. CALL 4. It’s my turn 5. Get to know you |

### Đĩa đơn
| Năm  | Phòng thu               | Ca khúc |
| ---- | ----------------------- | --- |
| 2009 | Up^G; GMM Grammy        | 1. We La Gub Jai Kon(เวลากับใจคน) 2. Alcohol (ช่วยได้มาก) |
| 2016 | Werkgang; GMM Grammy    | 1. (*)Yak Hai waw Ta Chan Pen Kon Ern(อยากให้แววตาฉันเป็นคนอื่น(Why)) |
| 2017 | White Music; GMM Grammy | 1. (*)Tod Tee Aow Tae Jai(โทษที่เอาแต่ใจ(Sorry)) 2. (*)This is Love(นี่แหละความรัก) 3. (*)First Lady 4. (*)I'm OK 5. (*)Nobody Like You (collaboration with Hollaphonic) 6. (*)Mai Yark Hai Club (ไม่อยากให้กลับ) 7. (*)Lonely Night |

### Albums khác
| Album                                                                                          | Năm  | Phòng thu               | Ca khúc |
| ---------------------------------------------------------------------------------------------- | ---- | ----------------------- | --- |
| One Man Story                                                                                  | 2005 | Maker Head; GMM Grammy  | 1. *Mai Me Krai Ru(ไม่มีใครรู้) 2. Tid Jai(ติดใจ) |
| Ost. Prung Nee Mai Sai Tee Ja Rak Gun(พรุ่งนี้ไม่สาย...ที่จะรักกัน)                                     | 2005 | Maker Head; GMM Grammy  | 1. Tum Mai(ทำไม) |
| One Man Story #2 Love Passion                                                                  | 2007 | Up^G; GMM Grammy        | 1. Choo nai Jai(ชู้ในใจ) 2. Sam Pan Chua Kraw(สัมพันธ์...ชั่วคราว) |
| Together: Peck-Aof-Ice                                                                         | 2008 | GMM Grammy              | 1. Kae Kon Toe Pid(แค่คนโทรผิด) 2. Ter Kue Sing Sood Tai(เธอคือสิ่งสุดท้าย) 3. Na Rak Na Love(น่ารัก น่า Love) 4. Mai Rak Ya Tam Hai Kid(ไม่รักอย่าทำให้คิด) 5. Ruang Mai Dee Mai Jam(เรื่องไม่ดีไม่จำ) 6. Pa Ti Sed Kao Pai(ปฏิเสธเขาไป) 7. Nuay Gern Pai Rue Plao(เหนื่อยเกินไปหรือเปล่า) 8. Praw Kam Wa Rak(เพราะคำว่ารัก) 9. Rak Gun Na Dee Gun Na(รักกันนะ ดีนะ) 10. Jai Gwang(ใจกว้างงงง) 11. Ya Tam Hai Fa Pid Wang(อย่าทำให้ฟ้าผิดหวัง) (VCD Karaoke Bonus Track) |
| Sleepless Society #3 One Night Stand                                                           | 2008 | GMM Grammy              | 1. Jeb Young Ngai Gor Rak(เจ็บยังไงก็รัก) 2. Mai Yak Non Kuen Nee(ไม่อยากนอนคืนนี้) |
| Voice of Love                                                                                  | 2010 | Exact Music; GMM Grammy | 1. Me Hua Jai Tae Mai Yak Rak(มีหัวใจแต่ไม่อยากรัก) |
| Act Track Vol.3                                                                                | 2010 | Exact Music; GMM Grammy | 1. Kon Mai Me Fan(คนไม่มีแฟน) (Ost. Salad Soad Company(สลัดโสด คอมปานี)) |
| Vietrio & Friends by Vietrio                                                                   | 2010 | Exact Music; GMM Grammy | 1. Yod Nam Ta(หยดน้ำตา) |
| The Song in Honor of the Queen Of Thailand's 80th Birthday(บทเพลงเฉลิมพระเกียรติพระราชินี 80 พรรษา) | 2012 | Exact Music; GMM Grammy | 1. Mae Kong Kon Thai (Mother of Thai people)(แม่ของคนไทย) |
| COVER NIGHT PLUS: Always Smile                                                                 | 2013 | GMM Grammy              | 1. Garn Plian Plang(การเปลี่ยนแปลง) |
| Forntage Freeform                                                                              | 2014 | Forntage; GMM Grammy    | 1. Waew Ta Feat. Tul Apartment Kun Pa(แววตา Feat.ตุลย์ อพาร์ตเมนต์คุณป้า) |
| The Song in Honor of the King Rama 9th Of Thailand(บทเพลงเฉลิมพระเกียรติ)                         | 2014 | GMM Grammy              | 1. Kong Kwan Jag Gone Din Feat. Kanist Piyapaphakornkoon and Punwarot Duaysienklao (ของขวัญจากก้อนดิน Feat.คณิศ ปิยะปภากรกูล, กรณ์ภัสสร ด้วยเศียรเกล้า) |

### OST
| Năm  | Ca khúc                                                | Phim                                                        |
| ---- | ------------------------------------------------------ | ----------------------------------------------------------- |
| 2006 | It's Still...Love, Jeb Young Ngai Kor Rak (เจ็บยังไงก็รัก) | Ost. Korean Series, A Love to Kill, Kaen Per Rak (แค้นเพื่อรัก) |
| 2009 | Song Sai Chan Rak Ter(สงสัยฉันรักเธอ)                     | Ost. Rak You Mad(รักอยู่หมัด)                                   |
| 2010 | Kon Mai Me Fan(คนไม่มีแฟน)                               | Ost. Salad Sod Company(สลัดโสด คอมปานี)                       |
| 2014 | Rak Krang Rak Lae Krung Sood Tai(รักครั้งแรกและครั้งสุดท้าย)  | Ost. Cubic(คิวบิก) (Chiếc hộp tình yêu)                       |
| 2014 | Ter Kue Kwam Rak Rue Plao(เธอคือความรักหรือเปล่า)          | Ost. Ku Larb Sorn Glin(กุหลาบซ่อนกลิ่น)                         |
| 2016 | Rak Lob Grod Long(รัก โลภ โกรธ หลง)                     | The Extra (วงการร้าย วงการรัก)                                |

## Phim

### Lồng tiếng
| Năm       | Nhân vật      | Tựa                                            |
| --------- | ------------- | ---------------------------------------------- |
| 2001      | Percy Weasley | Harry Potter                                   |
| 2002      | Peter Pan     | Peter Pan 2                                    |
| 2002–2007 | Wade          | Kim Possible (T.V. Series)                     |
| 2006      | Mumble        | Happy Feet                                     |
| 2013      | Hyun          | Bird: Flying With Byrd (เบิร์ดแลนด์...แดนมหัศจรรย์) |

### TV Host
| Năm       | Tựa                           |
| --------- | ----------------------------- |
| 2002–2007 | Disney Club                   |
| 2002      | Wake Club                     |
| 2014      | 365 Post news                 |
| 2014      | Suay Chiab Niab (สวยเฉียบเนี้ยบ) |

### Series
- JP - The Extra วงการร้าย วงการรัก(2016)

## Concert
| Ngày                      | Concert                                                                | Địa điểm                                                   | Với                                                                                            | Ghi chú |
| ------------------------- | ---------------------------------------------------------------------- | ---------------------------------------------------------- | ---------------------------------------------------------------------------------------------- | --- |
| March 20–22, 2009         | Pattaya Music Festival 2009                                            | Pattaya, Chonburi                                          | Various Artists                                                                                | Held by Tourism Authority of Thailand                                                                          |
| ngày 9 tháng 12 năm 2009  | CAT009 Music Call POP UP CONCERT                                       | CenterPoint Playhouse, Central World                       |                                                                                                | Held by CAT Telecom Public Co., Ltd.                                                                           |
| ngày 16 tháng 2 năm 2010  | Gone Din Nueng Diew                                                    | Thailand Cultural Centre, Huai Khwang                      | Rose / Pop-Win Calorie Blah Blah                                                               | Charity Concert for Pra Da Bos Foundation                                                                      |
| February 20–21, 2010      | This Is It: Thailand Tribute Concert for Michael Jackson               | IMPACT Muang Thong Thani                                   | Various Artists                                                                                | |
| March 19–21, 2010         | Pattaya International Music Festival 2010                              | Pattaya, Chonburi                                          | Various Artists                                                                                | Held by Tourism Authority of Thailand                                                                          |
| ngày 3 tháng 4 năm 2010   | Covernight Plus: Boys And Big Band                                     | Bangkok Theatre, Big C Rajdamri                            | Pop / Win / Aof / Nam Ronnadet                                                                 | Held by Green Wave FM106.5                                                                                     |
| ngày 28 tháng 11 năm 2010 | Covernight Plus: Instrument Of Love                                    | Route 66                                                   | Gun Napat / Pete Pol / V Trio                                                                  | Held by Green Wave FM106.5                                                                                     |
| March 18–20, 2011         | Pattaya International Music Festival 2011                              | Pattaya, Chonburi                                          | Various Artist                                                                                 | Held by Tourism Authority of Thailand                                                                          |
| ngày 11 tháng 6 năm 2011  | Sleepless Society                                                      | Ocean Marina Yacht Club                                    | Praew / Oat Pramote / Un Puwanat / Pijika                                                      | |
| ngày 12 tháng 11 năm 2011 | Busking For Flood Victims                                              | Park Paragon                                               | Rose / Ice Saranyu                                                                             | |
| ngày 6 tháng 3 năm 2012   | Satit Kaset Charity 11th                                               | Jongrak Grainam Auditorium, Faculty of Edu. Building, K.U. |                                                                                                | Held by Parent-Teacher Asst. of K.U. Lab. School                                                               |
| ngày 16 tháng 11 năm 2013 | Battle Cuisine                                                         | Voice Space, Vipavadee Road                                | NewJew / Bell Suphon                                                                           | Held by 103 LIKE FM                                                                                            |
| ngày 25 tháng 7 năm 2014  | Love Song, Fun song, Bring Happy Back To Thai                          | Indoor Stadium, Hua Mak                                    | Various Artists                                                                                | Held by Public Relations Department of Thailand, Representative Office of Thailand and Royal Thai Armed Forces |
| ngày 2 tháng 4 năm 2017   | The Mask Singer Mini Concert                                           | KBank Siam Pic-Ganesha Theatre, Siam Square One            | Various Artists                                                                                | Held by OPPO, sold out tickets, concert held 3 rounds                                                          |
| ngày 18 tháng 4 năm 2017  | Summer Picnic Boutique Concert                                         | Foto Hotel, Phuket                                         | Various Artists                                                                                | Charity Concert for Phuket Panyanukul School                                                                   |
| ngày 20 tháng 4 năm 2017  | The Power Of Sharing                                                   | Main Auditorium, Bansomdejchaopraya Rajabhat University    | Bodyslam                                                                                       | For Support Student Project: Bansomdej Entertainment                                                           |
| May 13–14, 2017           | Thai Festival 2017                                                     | Yoyogi Park, Tokyo, Japan                                  | Various Artists                                                                                | Live in Japan, music in the park                                                                               |
| ngày 10 tháng 6 năm 2017  | Battle Field Dance Party                                               | Show DC Rama9                                              | Chin / Bee The Star / Hun The Star / THREE ONE SIX (Thai-K POP) / Rose Quartz (Thai-K POP)     | |
| ngày 5 tháng 7 năm 2017   | Concert For Animal Rescue                                              | GMM Livehouse at CentralWorld 8th Floor                    | Various Artists                                                                                | Charity concert for the ARK foundation, Chiang Mai                                                             |
| ngày 16 tháng 7 năm 2017  | URBAN MUSIC FESTIVAL                                                   | Siam Discovery                                             | Pop Pongkul / Oat Pramote / Various Artists                                                    | Held by Chang                                                                                                  |
| ngày 19 tháng 8 năm 2017  | All-4-One Live in Bangkok                                              | Thunder Dome, Muang Thong Thani                            | All-4-One                                                                                      | Guest Artist with Ngong Dae Band                                                                               |
| ngày 30 tháng 8 năm 2017  | 2017 411 FANDOM PARTY IN BANGKOK                                       | Royal Paragon Hall                                         | iKON (K POP) / BNK48 (K POP)                                                                   | Sold Out Tickets                                                                                               |
| September 15–16, 2017     | Whitehaus Concert#2: "4 chairs"                                        | GMM Livehouse at CentralWorld 8th Floor                    | Pop Pongkul / Oat Pramote / Atom Chanagun                                                      | Held by White Music, Sold Out Tickets                                                                          |
| ngày 17 tháng 9 năm 2017  | THE ONE CONCERT: THE FANTASTIC 3 RETURNS                               | BCC HALL, Central Plaza Ladprao                            | Stamp / Ben Chalatid                                                                           | Held by FM ONE 103.5, Sold Out Tickets                                                                         |
| October 4–5, 2017         | Peck&Oat Knock Out Concert                                             | Sala Daeng Garden, Pasadena, California, USA               | Oat Pramote                                                                                    | Live in California, USA                                                                                        |
| ngày 18 tháng 11 năm 2017 | Chang – Major Movie on the Hill: Funtasy Jungle                        | The Bloom By TV Pool Kao Yai                               | Room39 / NewJew / Jetset'er / Tattoo colour                                                    | Held by Chang and Major Movie                                                                                  |
| ngày 24 tháng 11 năm 2017 | Peck Palitchoke Live in Melbourne                                      | Melbourne, Australia                                       | -                                                                                              | Australia Concert Tours(1/3)                                                                                   |
| ngày 26 tháng 11 năm 2017 | Peck Palitchoke Live in Sydney                                         | Space, 127 Liverpool St., Sydney, Australia                | -                                                                                              | Australia Concert Tours(2/3)                                                                                   |
| ngày 27 tháng 11 năm 2017 | Peck Palitchoke Live in Brisbane                                       | Brisbane, Australia                                        | -                                                                                              | Australia Concert Tours(3/3)                                                                                   |
| December 9–10, 2017       | Big Mountain Music Festival 2017                                       | The Ocean Khao Yai, Thanarat Rd.                           | More than 200 artists on 8 stages                                                              | Held by GMM and Yutthana Boonaom                                                                               |
| ngày 31 tháng 12 năm 2017 | Bangkok Countdown 2018                                                 | CentralWorld Square                                        | Da Endorphine / Room39 / Stamp / Hun Issariya / The Parkinson / James Jirayu / Various Artists | Held by AIS, the stage length 80 meters                                                                        |
| ngày 20 tháng 1 năm 2018  | Nung Len Music Festival 3                                              | The Ocean Khao Yai, Thanarat Rd.                           | Various Artists                                                                                | Held by Chang Music Connection                                                                                 |
| ngày 27 tháng 1 năm 2018  | EFM EFM CHILL ON THE HILL NO.8                                         | The Ocean Khao Yai, Thanarat Rd.                           | Oat Pramote / Pop Pongkul / Ae Jirakorn / Singto Numchoke / MILD                               | Held by EFM |
| April 20-22, 2018         | OISHI Green Tea Presents: PECK PALITCHOKE "First Date" Concert         | Royal Paragon Hall                                         | Pop Pongkul / New&Jew / Mariya / Oat Pramote                                                   | Held by White Music (Tickets sold out within five minutes)                                                     |
| April 6-8, 2019           | OISHI Gold Presents PECK PALITCHOKE Concert # 2: LOVE IN SPACE Concert | Royal Paragon Hall                                         | Season5 / Bell Supol / Rose Sirintip / Panadda Ruangwut / Bella Ranee / Tata Young             | Held by White Music                                                                                            |
| November 7-8, 2020        | Peck Palitchoke 15th Anniversary The Final Odyssey Concert Concert     | IMPACT Arena                                               | Da Endorphine / Pup Potato / Yaya Urassaya / Aof Pongsak / Ice Saranyu                         | Held by White Musi                                                                                             |

## Giải thưởng và đề cử
| Năm  | Giải thưởng                                               | Hạng mục                                                                                       | Kết quả   | Ghi chú                                                                                      |
| ---- | --------------------------------------------------------- | ---------------------------------------------------------------------------------------------- | --------- | -------------------------------------------------------------------------------------------- |
| 2011 | Golden Television Award (รางวัลโทรทัศน์ทองคำ)                | Best Character Voice Team                                                                      | Won       | As: Hun From: Bird: Flying With Byrd(ngày 11 tháng 2 năm 2012 (2555))                        |
| 2017 | Kazz Awards 2017                                          | Most Popular Artist                                                                            | Won       | ngày 22 tháng 5 năm 2017                                                                     |
| 2017 | Nine Entertain Awards 2017                                | Most Popular Star Award                                                                        | Won       | ngày 8 tháng 6 năm 2017                                                                      |
| 2017 | Thailand Headlines Person of the Year Award 2016–2017     | Culture And Entertainment                                                                      | Won       | ngày 3 tháng 7 năm 2017, Thai Famous&Outstanding Public Figure Who Appeared in Chinese Media |
| 2017 | GQ Men of the Year 2017                                   | Comeback Kid                                                                                   | Won       | ngày 23 tháng 8 năm 2017                                                                     |
| 2017 | Inside Star Award                                         | The Mask Singer of the Year                                                                    | Won       | ngày 16 tháng 9 năm 2017, as appeared as Kangaroo Mask                                       |
| 2017 | MTV EMA LONDON 2017 (Pre Nominated)                       | SEA Social Wildcard Winner 2017                                                                | Won       | ngày 4 tháng 10 năm 2017                                                                     |
| 2017 | MTV EMA LONDON 2017 (MTV EUROPE MUSIC AWARDS LONDON 2017) | Best Southeast Asia Act                                                                        | Nominated | ngày 12 tháng 11 năm 2017                                                                    |
| 2017 | MTV Fan Picks 20 (MTV ASIA)                               | Favorite Asian Music Videos Of 2017, Song: Tod tee Aow Tae Jai(Sorry) (โทษที่เอาแต่ใจ(Sorry))     | Won       | ngày 31 tháng 12 năm 2017                                                                    |
| 2017 | THE STANDARD PERSON OF THE YEAR 2017                      | THE MOST POPULAR PERSON OF THE YEAR 2017                                                       | Won       | December 2017, held by Standard Online Magazine                                              |
| 2017 | SBS Pop Asia Awards 2017                                  | Best Solo Star                                                                                 | Won       | December 2017, held by SBS(Special Broadcasting Service) Television of Australia             |
| 2017 | YES AWARDS                                                | Song of the Year "Tod Tee Aow Tae Jai(โทษที่เอาแต่ใจ)" and Singer of the year (Total of 2 awards) | Won       | ngày 25 tháng 12 năm 2017, YES AWARDS held by YES R&B karaoke                                |
| 2018 | GREAT STARS SOCIAL SUPER STAR OF THE YEAR 2017            | SOCIAL SUPER STAR OF THE YEAR 2017 \| Male                                                     | Nominated | ngày 15 tháng 1 năm 2018                                                                     |
| 2018 | The Star's Light Awards                                   | Most Popular Male Artist                                                                       | Won       | ngày 14 tháng 2 năm 2018                                                                     |
| 2018 | Line TV Awards 2018                                       | Best Song, Song: Tod tee Aow Tae Jai(Sorry) (โทษที่เอาแต่ใจ(Sorry))                               | Won       | ngày 20 tháng 2 năm 2018                                                                     |
| 2018 | Thailand Zocial Awards 2018                               | Best Male Artist                                                                               | Won       | ngày 28 tháng 2 năm 2018                                                                     |
| 2018 | The Guitar Mag Award 2018                                 | Popular Vote                                                                                   | Won       | ngày 12 tháng 3 năm 2018, held by The Guitar Magazine                                        |
| 2018 | The Guitar Mag Award 2018                                 | Best Male of the Year                                                                          | Nominated | ngày 12 tháng 3 năm 2018, held by The Guitar Magazine                                        |
| 2018 | Sanook! VOTE OF THE YEAR 2017                             | Best Solo Artist                                                                               | Won       | ngày 15 tháng 3 năm 2018, held by Sanook! Website                                            |
| 2018 | MThai Top Talk-About 2018                                 | Top Talk-About Artist                                                                          | Won       | ngày 15 tháng 3 năm 2018, held by MThai Website                                              |
| 2018 | Kazz Awards 2018                                          | Favourite singer of 2018 Cool Guy Popular vote                                                 | Won       | ngày 16 tháng 5 năm 2018, held by Kazz Magazine                                              |
| 2018 | Daradaily Awards 2017 ครั้งที่ 7                              | Best Male singer of 2017                                                                       | Won       | ngày 18 tháng 5 năm 2018, held by daradaily.com Website                                      |